# 1518

## Събития
- Април 14 – Бона Сфорца е коронясана за кралица на Полша.

## Родени
- 29 септември – Якопо Тинторето, италиански художник, маниерист († 1594 г.)